# Veste à la zouave
La veste à la zouave (anglais : Zouave jacket) est une veste boléro inspirée des zouaves qui fut à la mode au XIXe siècle, notamment dans la mode féminine sous le Second Empire, en Europe comme aux États-Unis

## Histoire

### Mode militaire
Les zouaves étaient des unités françaises d'infanterie légère appartenant à l'Armée d'Afrique. Ils étaient inspirés de mercenaires algériens recrutés parmi la confédération des Zouaouas qui fournissait des troupes à la régence d'Alger dans ses guerres contre les puissances européennes. Souvent associés à l'image des batailles du Second Empire
 et connus pour leur uniforme singulier, ces unités existèrent de 1830 à 1962.
Au milieu du XIXe siècle, les Américains furent séduits par les zouaves français de la guerre de Crimée, et plusieurs unités de zouaves furent formées aux États-Unis dans les deux camps, surtout du côté de l'Union, lors de la guerre de Sécession. L’armée nordiste aligna plus de 70 unités de volontaires portant le nom de zouaves au long du conflit ; pour leur part, les Sudistes organisèrent plus de 25 compagnies de zouaves. Parmi ces unités, on peut citer le 41st New York Infantry Regiment (en), le 155th Pennsylvania Infantry Regiment (en), le 3rd New York Regiment ou le 5th New York Volunteer Infantry. Un journal en français commenta cette mode : « Il pleut des zouaves ! »

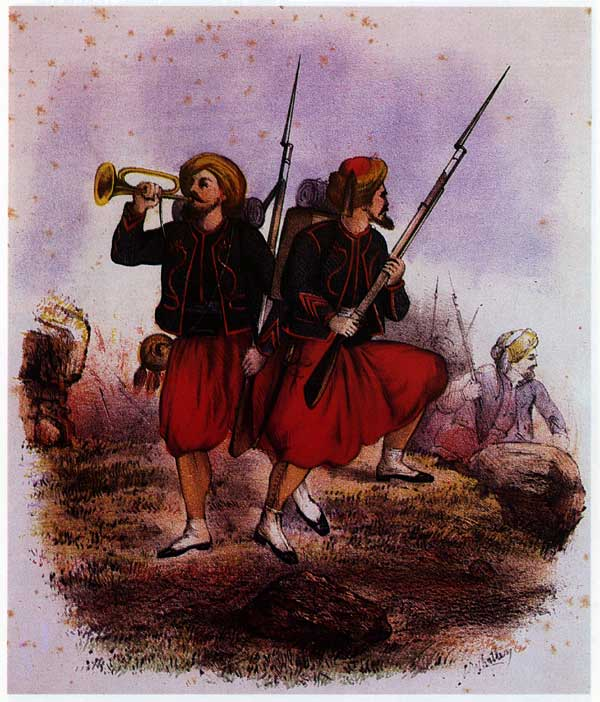
Zouave Grand Parade March, Duett for Four Hands, composé par S.D.S. (Philadelphie : Lee & Walker, 1861).  Seuls régiments, comme le 114e régiment d'infanterie volontaire de Pennsylvanie, purent se permettre de maintenir le coût de ces uniformes jusqu'à la fin de la guerre.
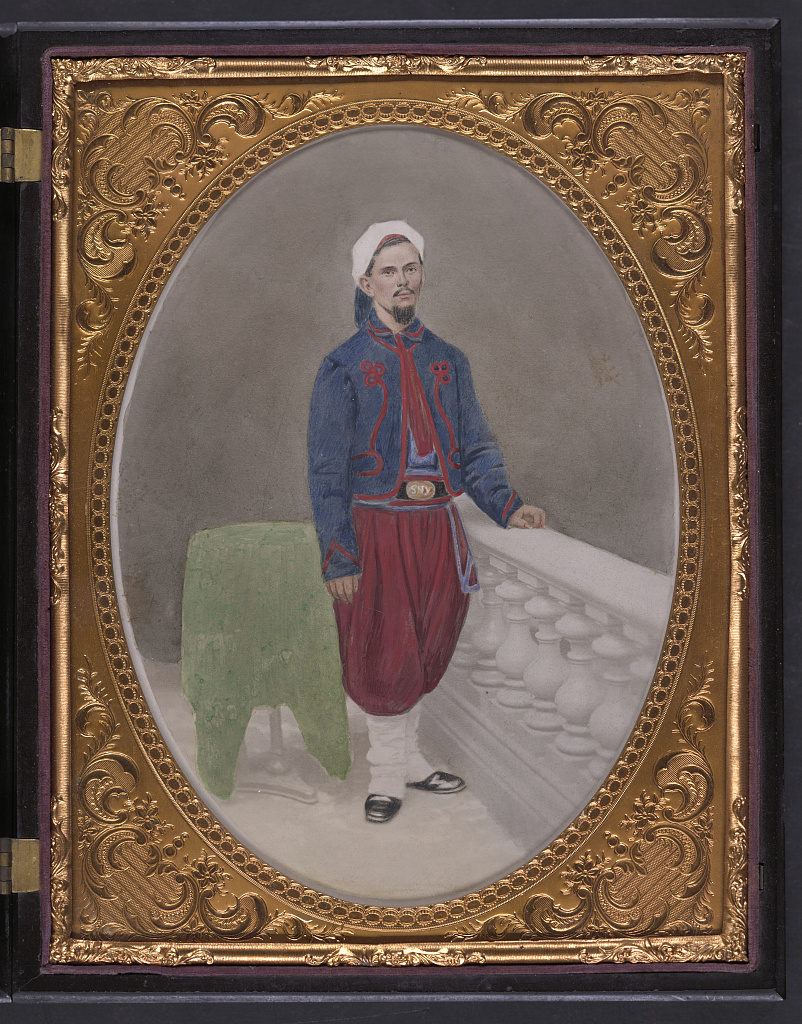
Le soldat Louis A. Matos de la compagnie C, 5e régiment d'infanterie de New York, en uniforme de zouave de l'Union.
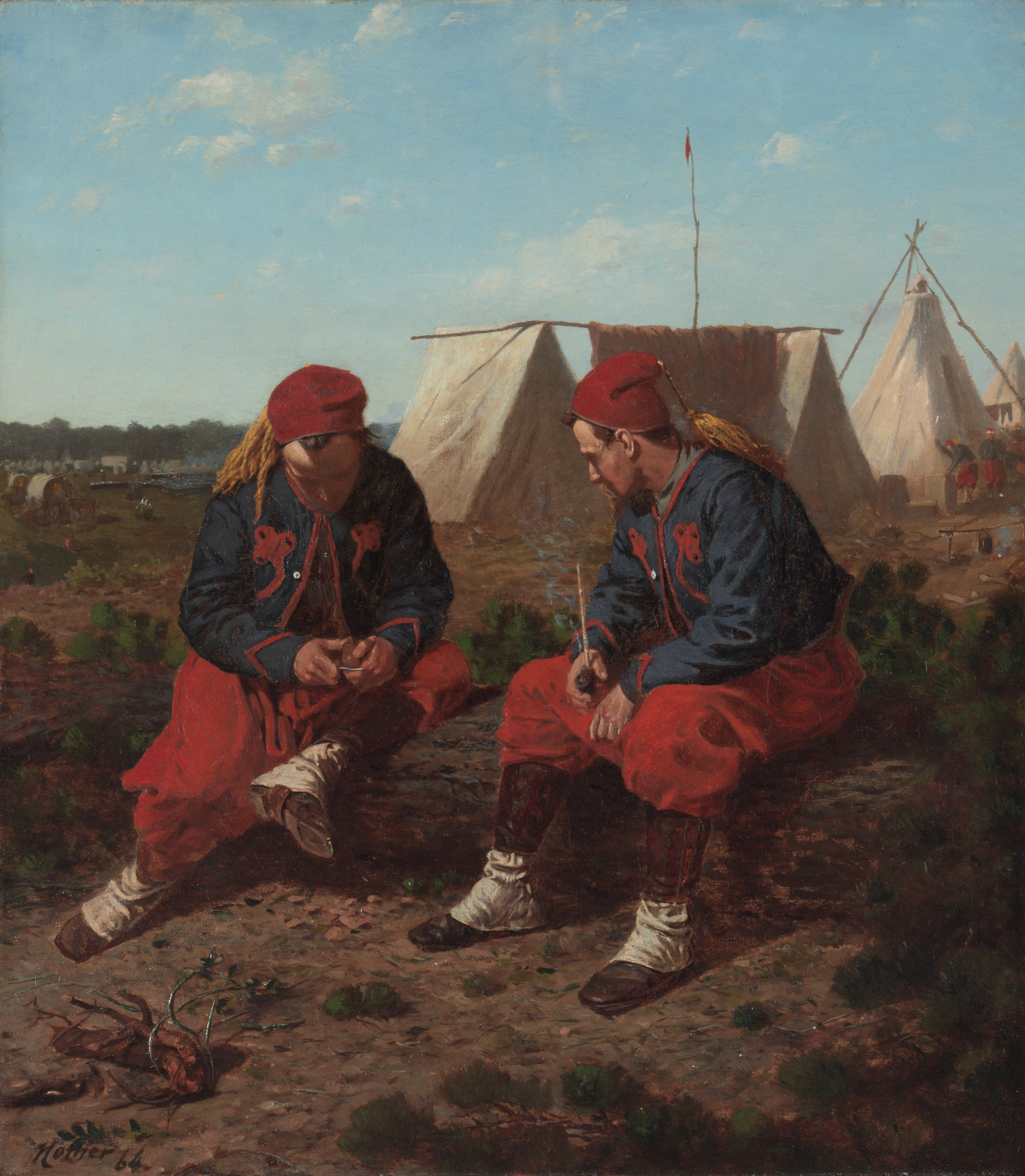
The Brierwood Pipe (en), Winslow Homer, 1864
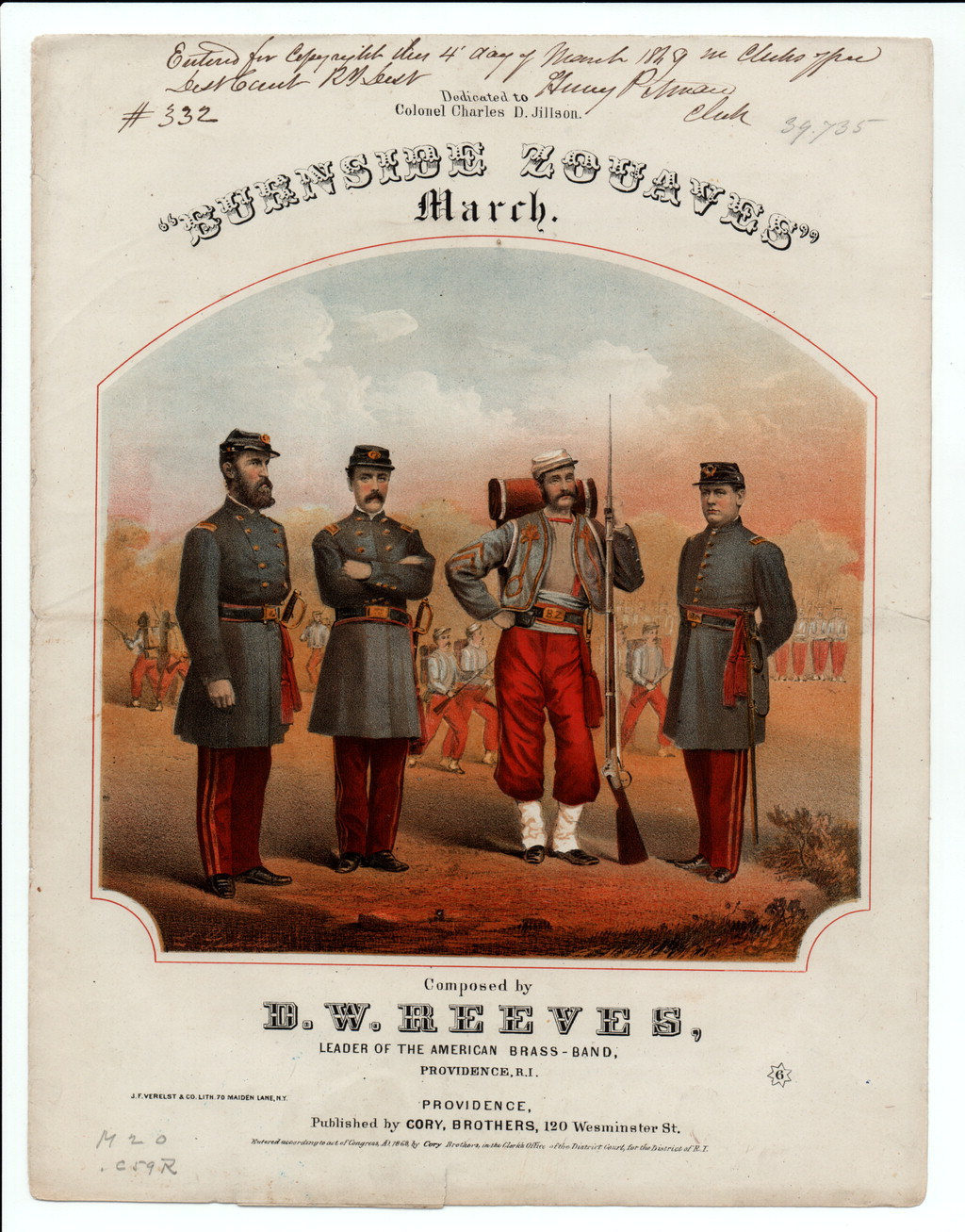
Couverture de la partition Burnside zouaves march de D. W. Reeves
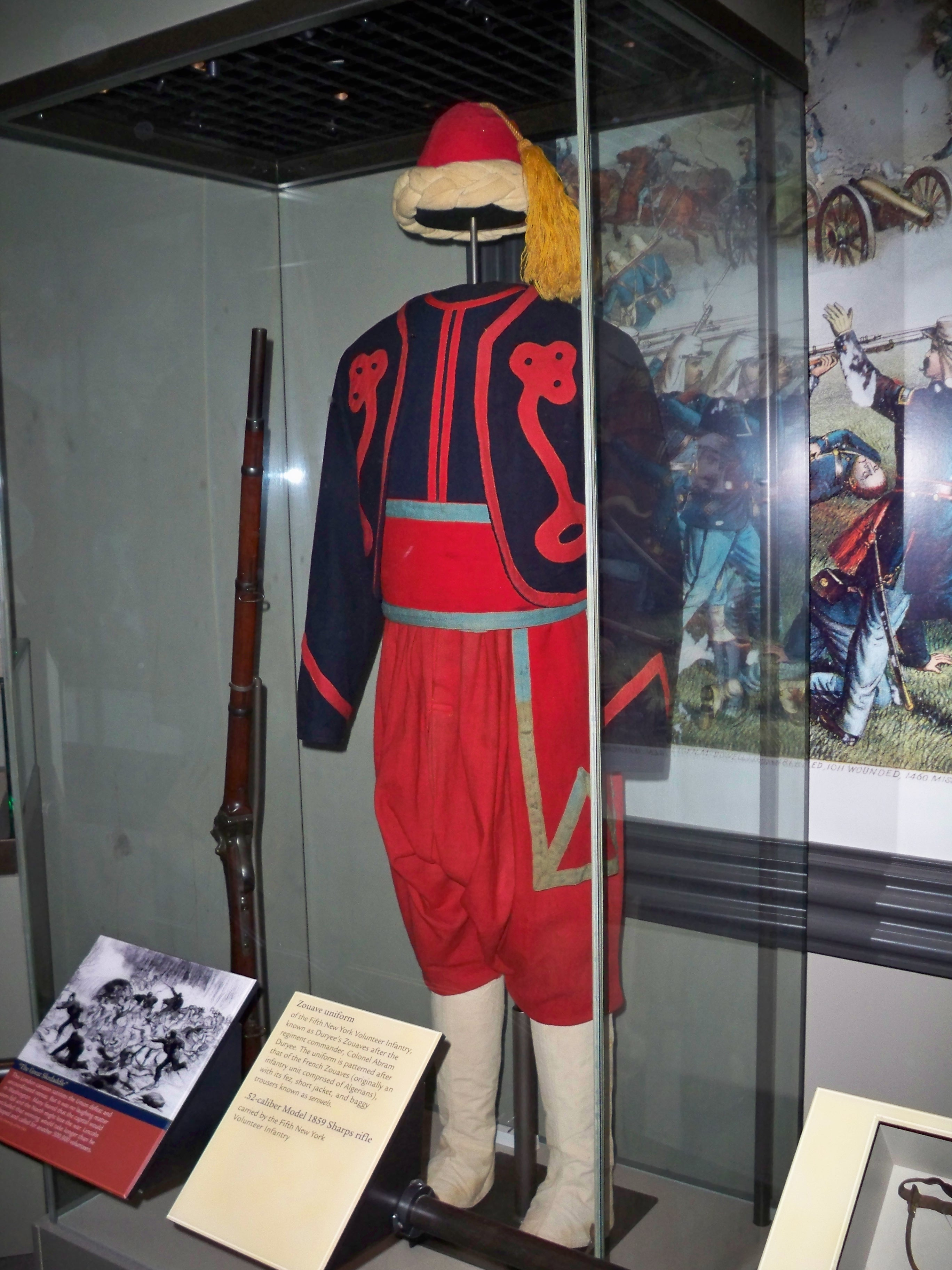
Uniforme du 5th New York Volunteer Infantry au musée national d'histoire américaine
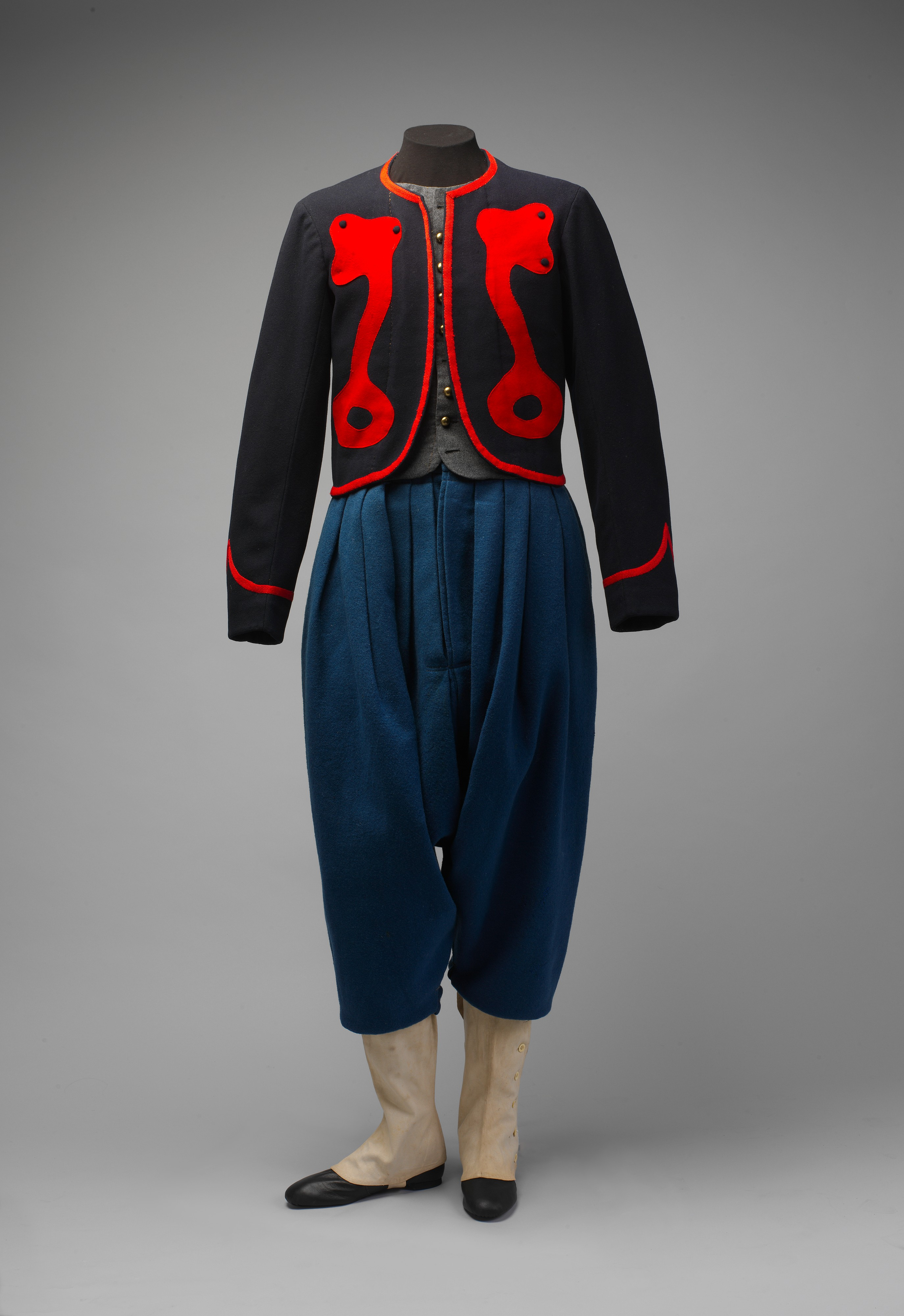
Uniforme fabriqué au Schuylkill Arsenal (en) pour le 76th Pennsylvania Infantry Regiment (en)
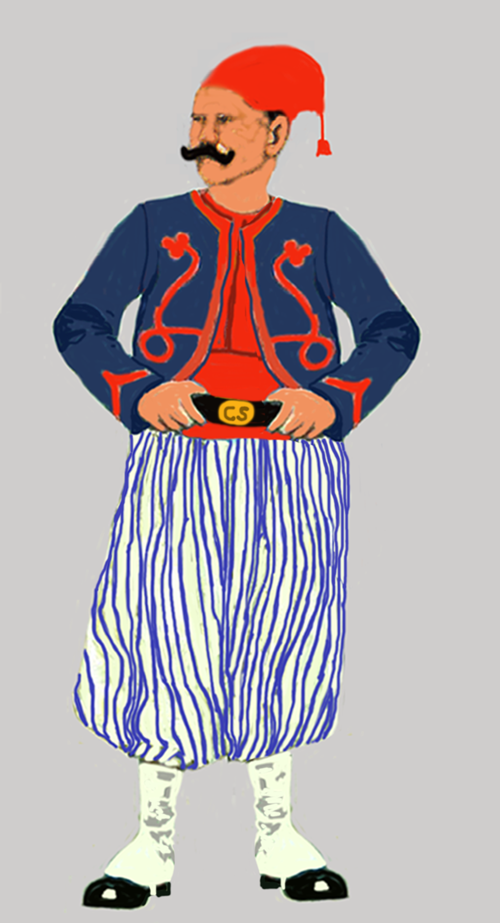
Uniforme des Wheats Tigers de l'armée des États confédérés (1er bataillon spécial de Louisiane)

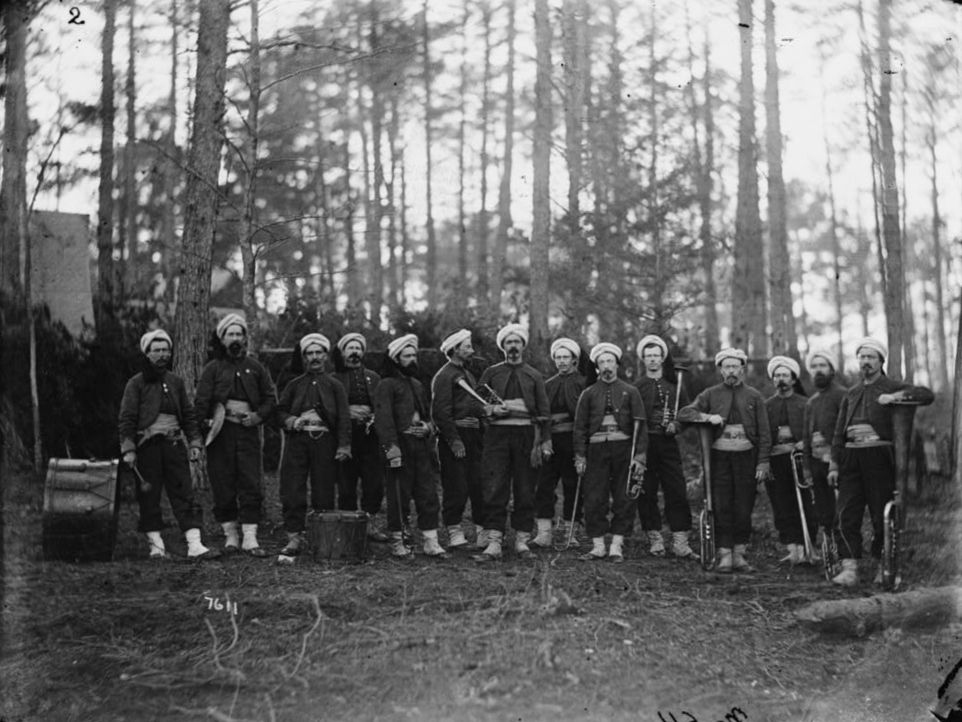
114th Pennsylvania Infantry
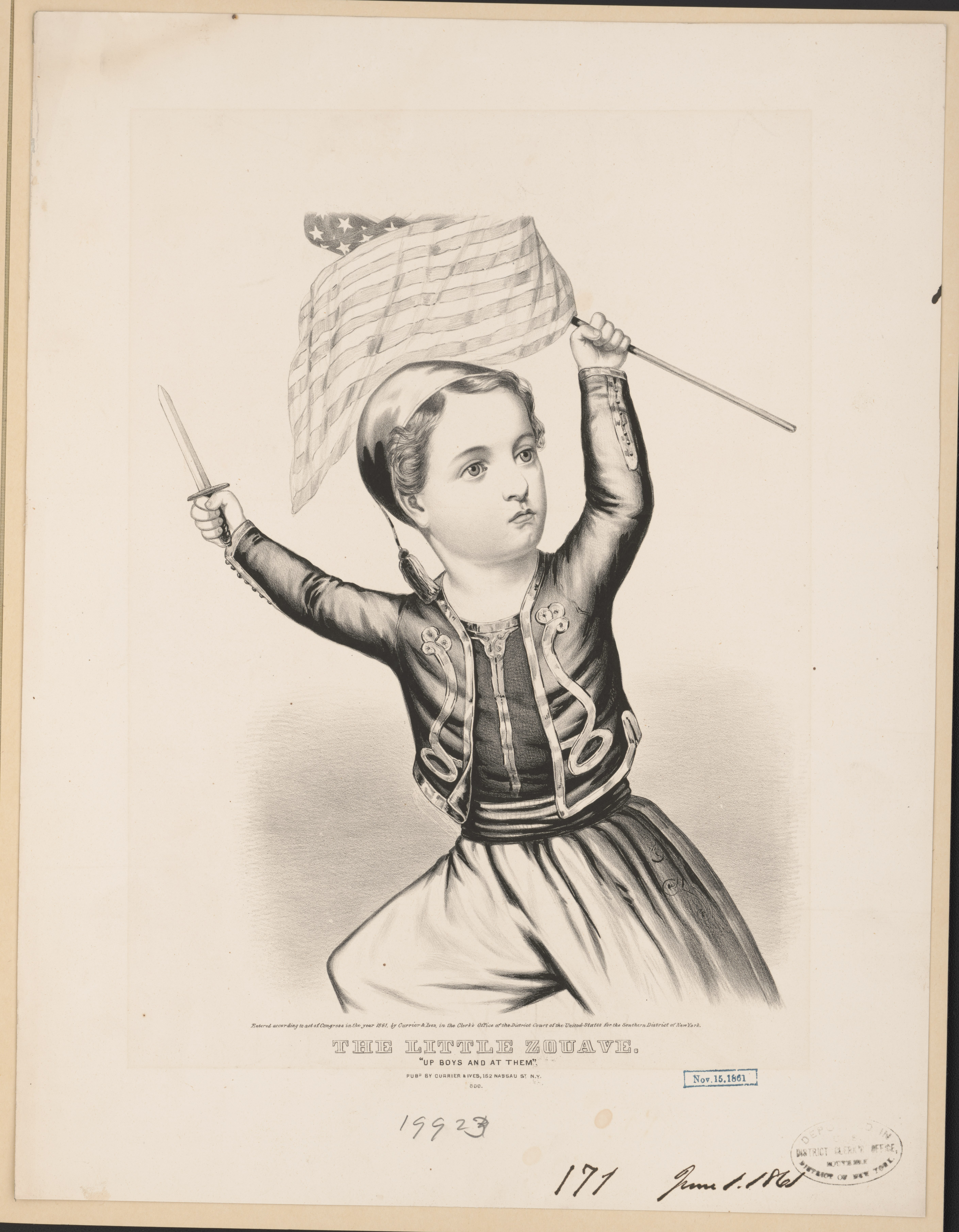
The Little Zouave, 1861
11th N.Y. Regt, 1861
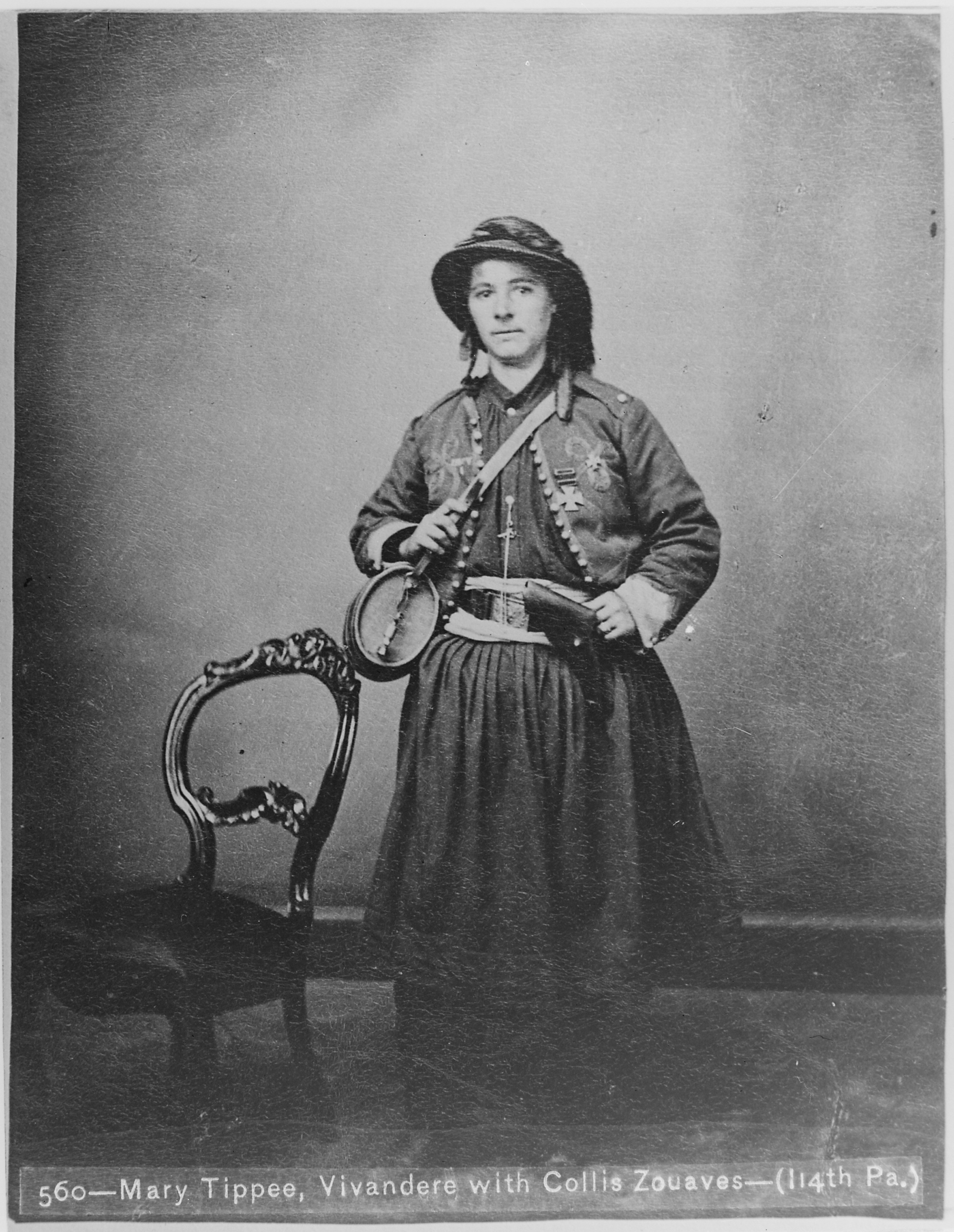
Marie Tepe, (1834-1901), ici dans l'uniforme des Collis Zouaves. Elle servit dans les 27e et 114e régiments d'infanterie de Pennsylvanie. Connue sous le nom de "French Mary", elle était une vivandière

### Mode féminine et enfantine
Les uniformes ne furent pas les seuls vêtements à avoir subi l'influence de la tendance zouave, la mode féminine et enfantine adopta également des éléments de ce style populaire. En particulier, les broderies tourbillonnantes et la veste ouverte et courte connurent une incroyable popularité. Au début des années 1860, les vestes à la zouave devinrent des accessoires tendance que les femmes pouvaient porter en de nombreuses occasions.

« Les vestes de zouaves se portent aussi bien le matin qu'en tenue complète ; pour les premières, elles sont faites de la même étoffe que la jupe, ou bien de piqué blanc, tressé ou brodé. Nous en avons vu de très jolies avec une vigne étroite tout autour, et de grands bouquets à chaque coin devant, de plus petits étant placés au cou où la veste est attachée, également au milieu du cou derrière, et juste au-dessus de l'ourlet ou du feston derrière, directement au centre. Les tresses colorées sont très utilisées sur le piqué, et l'effet est bon. Certaines chemises ont un jabot sur le devant tressé comme un jabot de chemise et décoré de velours. Pour les enfants des deux sexes, ces zouaves font fureur ; ils sont faits de toutes sortes d'étoffes, épaisses et fines, mais le costume de piqué blanc avec la large ceinture de ruban gaie et le petit chapeau turban à panache, constitue un costume très joli et très élégant.  Les zouaves du soir sont faits de mousseline, brodée, avec des chemises assorties, ou de dentelle blonde figurée garnie de ruching ou d'une étroite bordure blonde ; la jupe est également en dentelle. Ce dernier style de zouave est tout à fait nouveau, particulièrement léger et gracieux, et en même temps élégant. »

— Godey's Lady Book, juin 1861
.
Le terme zouave en relation avec la mode s'est élargi pour englober de nombreux types de vestes ouvertes dans des tissus et des couleurs variés pour des occasions diverses, mais certains éléments sont toujours restés : le devant de la veste tombait toujours en bas, et il y avait toujours un embellissement le long des bords.
Dans cette même décennie des années 1860, le manteau de zouave fut aussi populaire au Royaume-Uni : en septembre 1862, The Englishwoman’s Domestic Magazine écrivait « Les vestes à coupe courte semblent être maintenant la mode dominante pour les corps habillés, dans de nombreux matériaux, à la fois pour les dames et les enfants ; et la mode est certainement élégante et convenable. », et ces vestes zouaves à coupe courte accompagnaient des robes

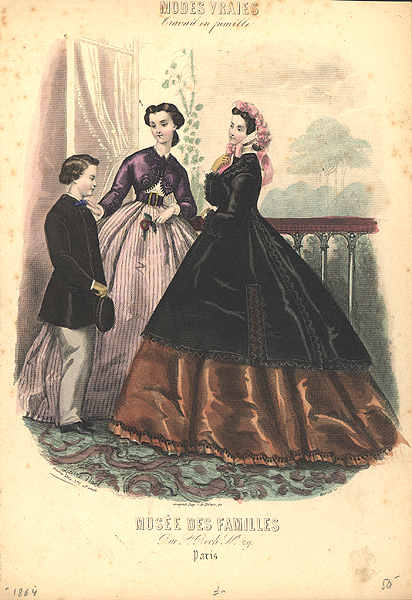
Musée des familles, 1864. La femme du centre porte un manteau de zouave
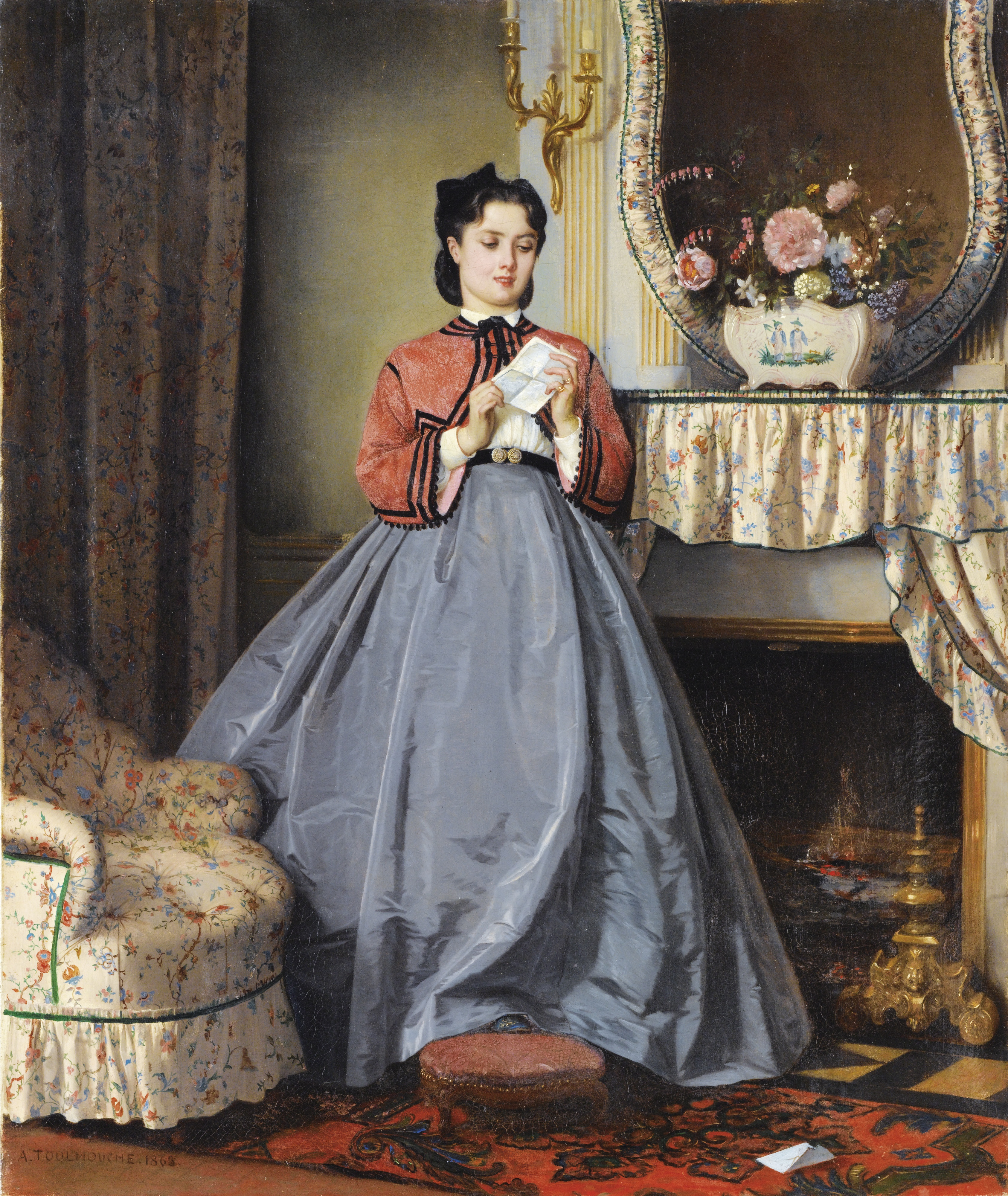
La Lettre d'amour d'Auguste Toulmouche
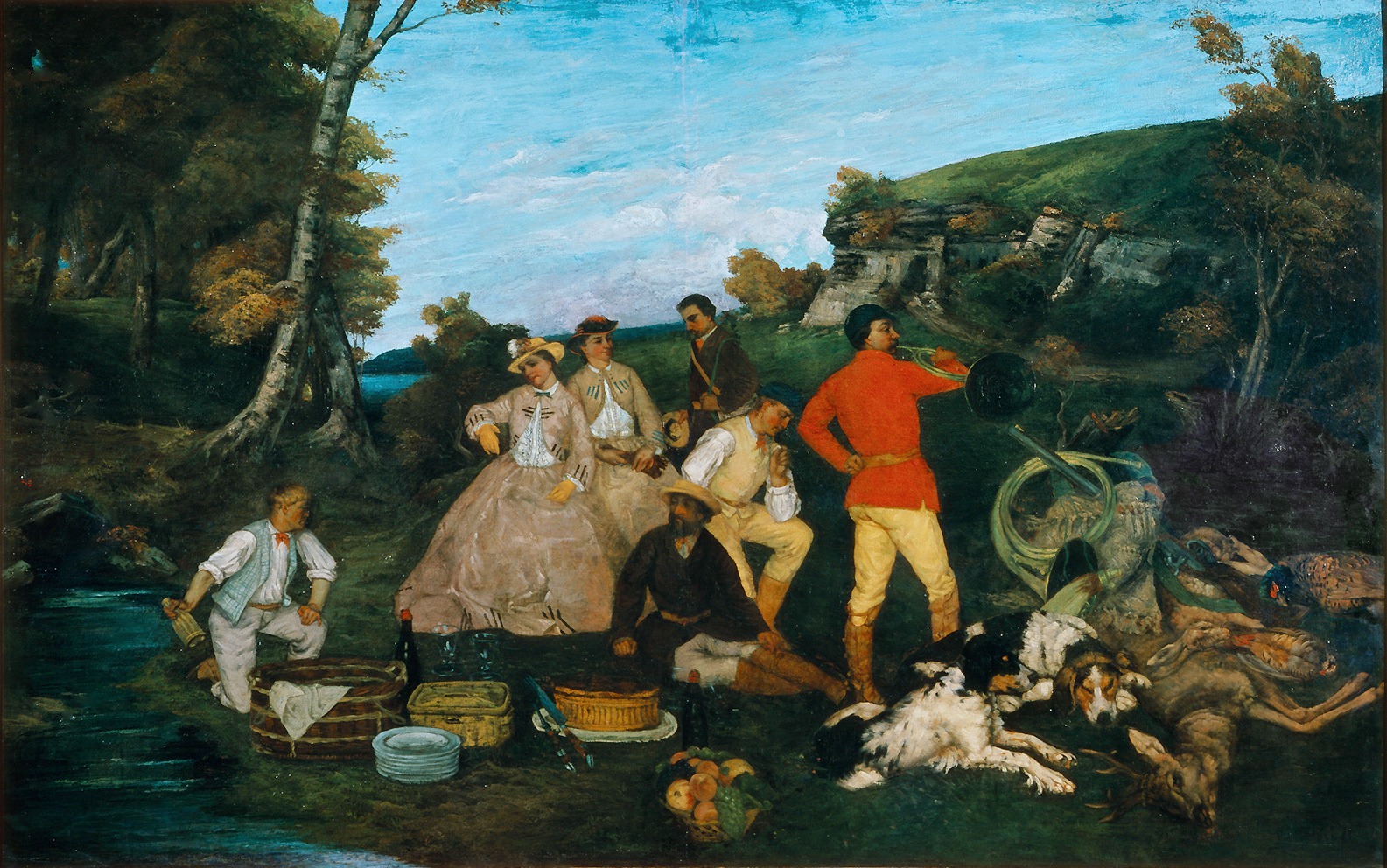
Le Repas de chasse de Gustave Courbet

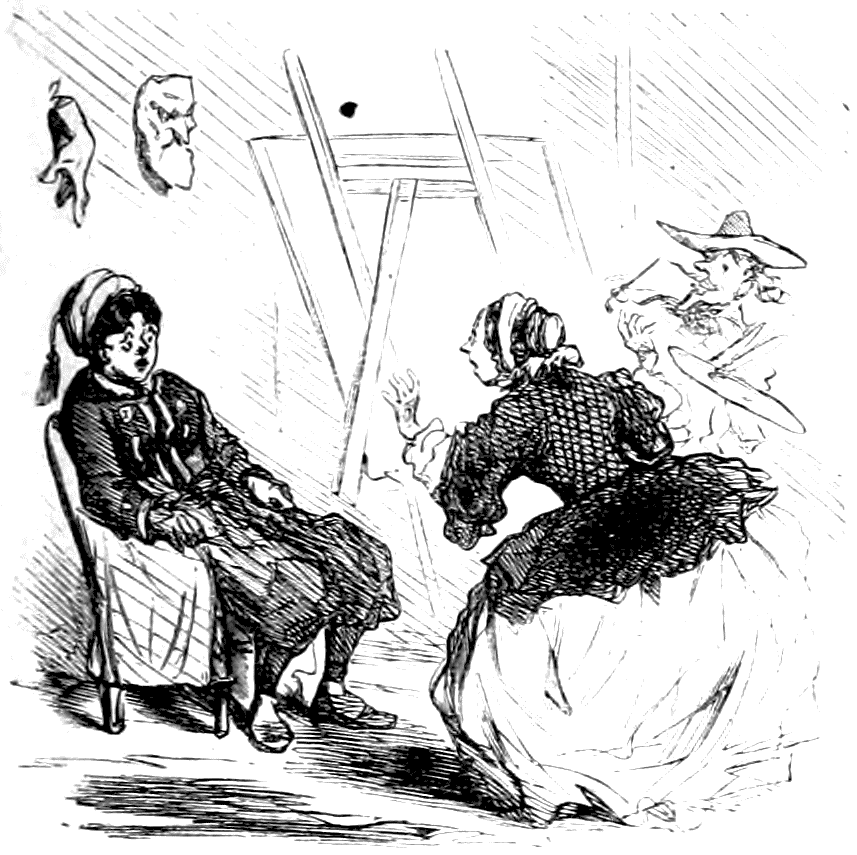
« — Ah ! mon Dieu ! Caroline, tu fais peindre ton portrait habillée en zouave ? — Que veux-tu, ma chère, le peintre n’a pas voulu me faire autrement, ce sont les seuls portraits que l’on regardera à l’Exposition de cette année, à ce qu’il dit. ». Cham, 1857
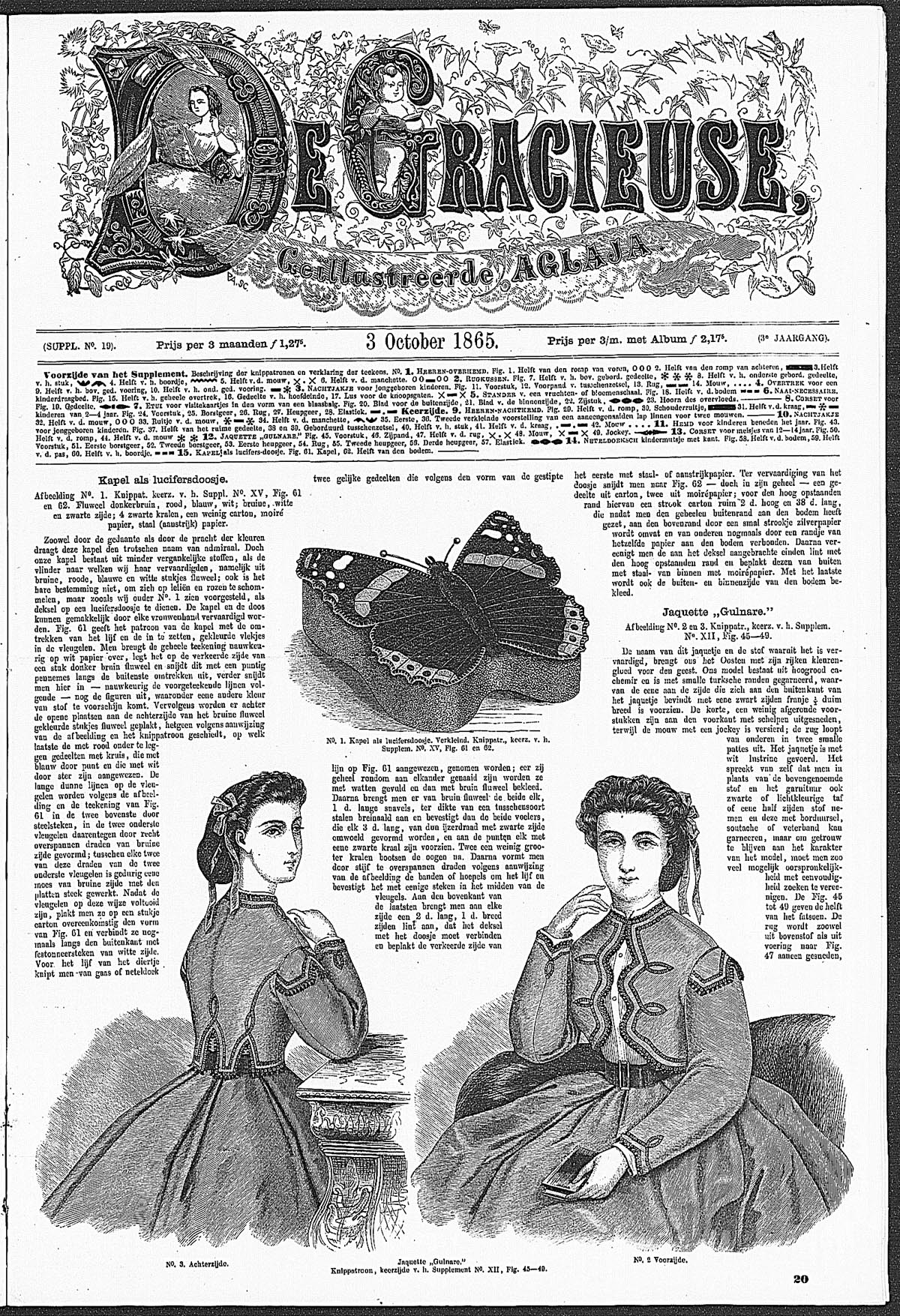
Journal néerlandais Gracieuse (nl), 1865
1860, photo de Jacob Lundbergh (sv)
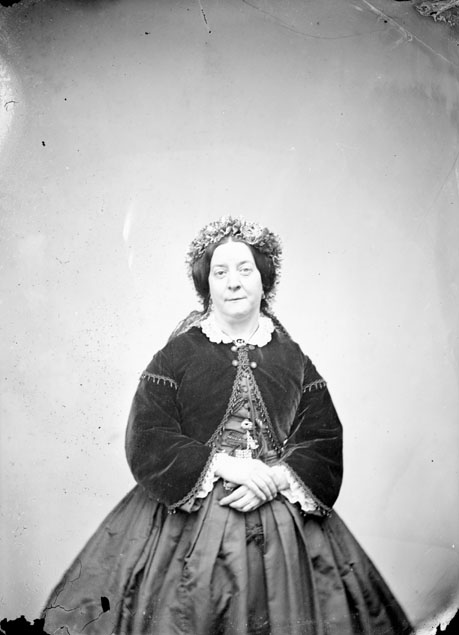
Madame Cambe, 1883
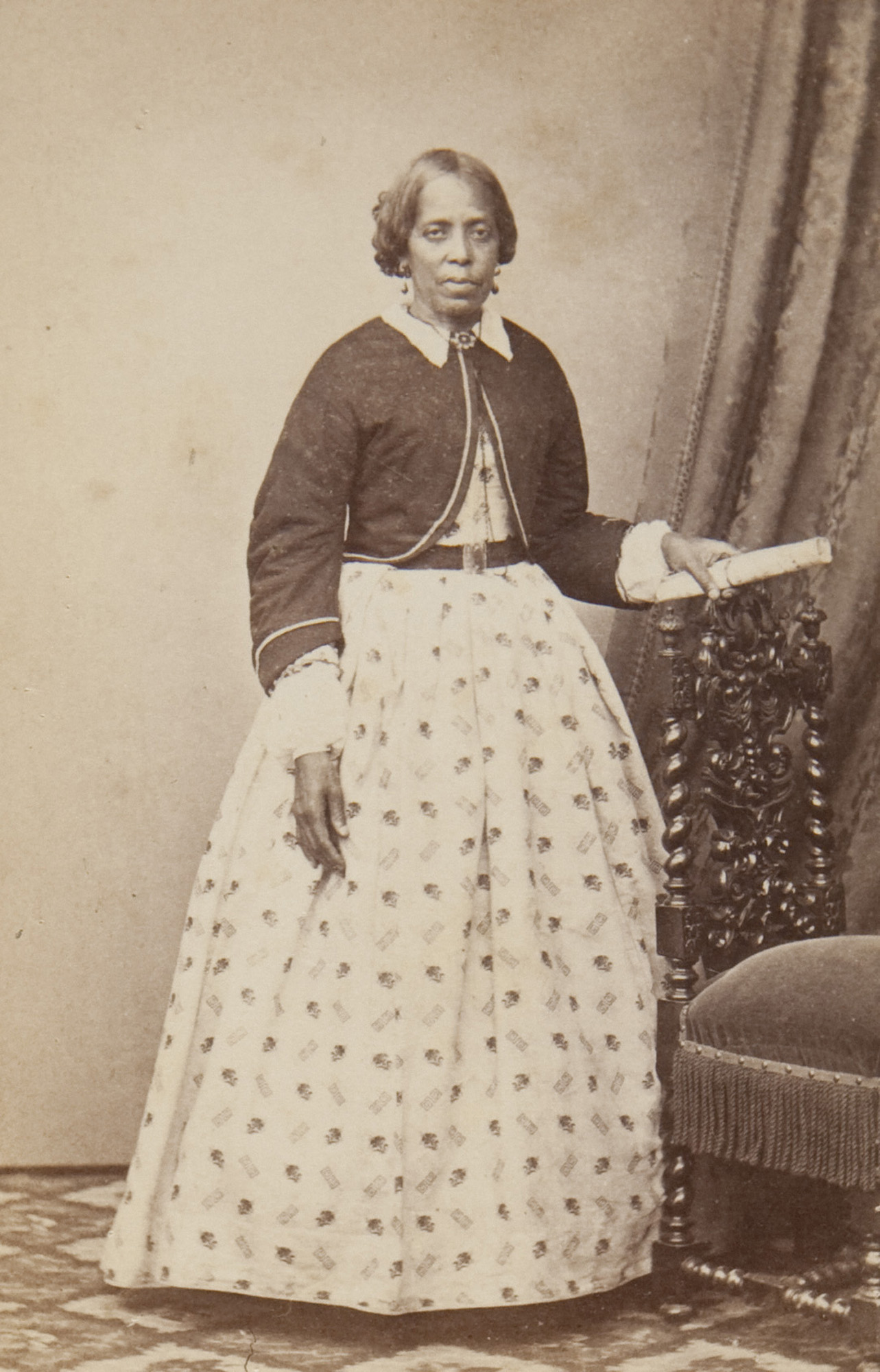
Carte de visite portugaise, fin XIXe
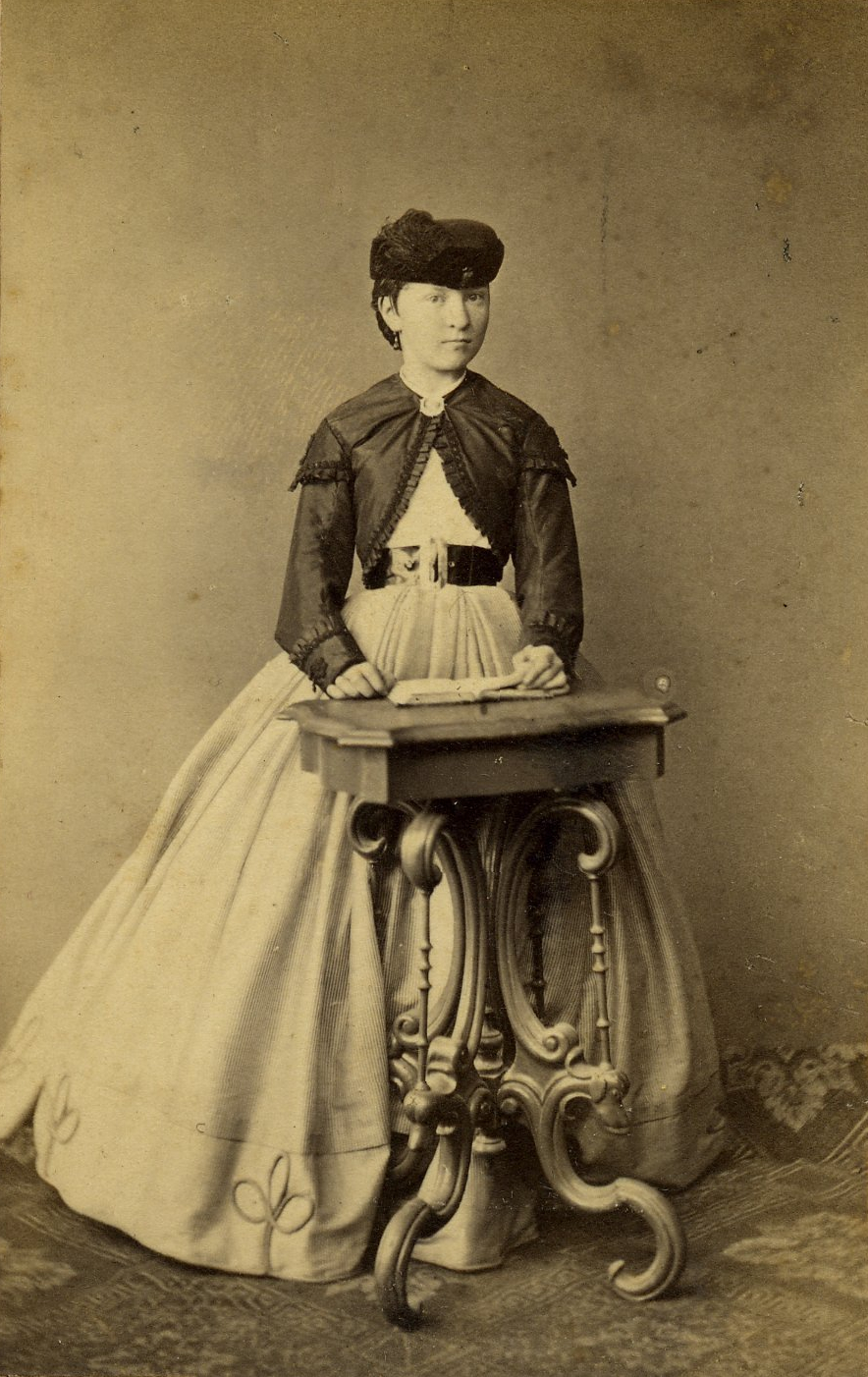
1892